# Partido comunista
Um partido comunista é um partido político que tem como objetivo a aplicação política, social, cultural e econômica dos princípios do Comunismo através de um governo. O nome origina-se da obra O Manifesto do Partido Comunista (1848), dos alemães Karl Marx e Friedrich Engels. Ao longo da história, em quase todos os países do mundo, existiram e existem partidos comunistas. A expressão pode se referir a diversos contextos, a diversas linhas ideológicas.

## Origens da denominação
A origem do nome "PARTIDO COMUNISTA" está no Manifesto do Partido Comunista redigido por Karl Marx e Friedrich Engels em 1848. Ao contrário do que acontece com outras tipologias de partidos políticos do arco da esquerda política, os partidos comunistas surgiram maioritariamente durante a primeira metade do s. XX, como resultado de diversos processos como a Primeira Guerra Mundial (1914-1918), a Revolução russa (1917) e a criação da Internacional Comunista, que influenciaram os novos partidos que surgiam apoiando a revolução bolchevique e eram contrários ao que consideravam serem os "revisionistas" social-democratas.
O primeiro partido a adoptar a denominação de comunista foi o Partido Operário Social-Democrata Russo (POSDR), que no seu VII Congresso Extraordinário, celebrado em março de 1918, aprovou a denominação de Partido Comunista Russo (bolchevique) (VKP(b)), onde a aparição da palavra bolchevique visava marcar diferenças com os mencheviques e outras fações do POSDR.
O II Congresso Mundial da Internacional Comunista, celebrado em 30 de julho de 1920, aprovou, entre as suas denominadas 21 condições, a obrigatoriedade de todos os partidos membros se denominarem Partido Comunista de [nome do país] (Seção da Internacional Comunista).

## Características dos partidos denominados comunistas
As caraterísticas dos partidos denominados comunistas foram fundamentadas por Lenin através dos seus escritos Que fazer? e Um Passo Atrás, Dois Passos Para Frente. Segundo Lénine, o Partido deve ser a vanguarda da classe operária, cujas tarefas são, por uma parte, incorporar às camadas proletárias o socialismo científico e, por outra, dirigir a luta anticapitalista que conduza à ditadura do proletariado. Ainda mais, essa vanguarda devia estar conformada por um pequeno grupo de quadros revolucionários que comandassem a luta, em oposição ao que consideravam os mencheviques, que advogavam por um partido de massas.
No nível organizativo, a III Internacional foi ainda além disso e obrigou todos os partidos membros a se organizar por volta dos princípios do centralismo democrático.